# Bönewebben
Bönewebben är en webbsida producerad av Forsman & Bodenfors för Svenska kyrkan. På webbsidan kan vem som helst skriva in en bön som visas på webben och kan sökas fram. Bönerna skickas sedan anonymt till någon av Svenska kyrkans domkyrkor där de framförs vid söndagsgudstjänsten. Lanseringen av Bönewebben var en del av Svenska kyrkans kampanj för att få fler att rösta i kyrkovalet 2009.
Hösten 2013 fick Phosworks Digital Ideas i uppdrag av Svenska kyrkan att modernisera Bönewebben och utveckla en ljuständarfunktion. Den nya Bönewebben blev tillgänglig i maj 2014. Det går nu att be en bön och tända ett ljus oavsett vilken plattform man använder (desktop, mobil, läsplatta/padda).
Enligt Svenska kyrkan är bönerna på webbsidan tänkta att spegla människors innersta tankar och bli en plats där de kan framföras. Enligt kyrkans egen statistik hade Bönewebben inom ett år fått ca 48 000 unika besökare från 98 olika länder och ca 30 000 böner. Svenska kyrkan har haft vissa problem med rasism, hets mot folkgrupp och dylikt bland insända böner, vilket försökt åtgärdas genom både maskinell och manuell granskning av bönerna.